# Noćni svijetleći oblak
Noćni svijetleći oblak, svjetleći noćni oblak ili noktilucentni oblak (međunarodna kratica NLC) je najviši oblak na Zemlji. Pojavljuje se u ljetnim mjesecima u visokim zemljopisnim širinama u mezosferi na visini od 76 do 85 kilometara, i to u dubokom sumraku kada se Sunce nalazi ispod obzora (horizonta), a oblak je još obasjan Suncem. Zlatne je ili crvenosmeđe boje blizu obzora, a više na nebu plavobijele, povremeno i grimizne boje. Nalikuju cirusima i cirostratusima. Pretpostavlja se da se sastoji od ledenih kristala, vulkanskoga pepela ili meteorske prašine.

## Objašnjenje
Noćni svijetleći oblaci se rijetko javljaju iznad Hrvatske. Najčešće su vidljivi tijekom ljetnih mjeseci s geografskih širina između 50° i 70° sjeverno i južno od ekvatora. Narav ove pojave još nije jasna. Pretpostavlja se da se zbiva vrlo visoko, kad se ljeti u atmosferi uspije stvoriti sloj ledenih kristala. Budući da su vrlo visoko, Sunčeva ih svjetlost obasjava čak i kad je već u nižim slojevima noć i zbog toga ih uočavamo u sumrak, kada se Sunce nalazi ispod obzora. Zbog toga se od takvih oblaka može vidjeti i odsjaj Sunčeve svjetlosti. Svemirska letjelica NASA-e AURA je svojim instrumentom Omijem (eng. Ozone Monitoring Instrument) zabilježila da su ovih (polarni) svijetleći oblaci široko rasprostranjeni u području mezosfere. Pokazalo se da su sve učestaliji, sjajniji i da ih je sve više u nižim zemljopisnim širinama. Pretpostavlja se da pojava ovih oblaka odražava promjene u atmosferi, s kojim povezuju i globalno zatopljenje. Ako se u polarnoj mezosferi temperatura spusti na - 130 °C nastaju polarni svijetleći oblaci, a u mezosferi na 80 kilometara iznad Zemlje, pod uvjetom da ima dovoljno vode kako bi se mogli napraviti kristali. Smatra se da osim ledenih kristala u sastavu imaju vulkanski pepeo i meteorsku prašinu.
Prvi su put uočeni 1885., dvije godine poslije erupcije vulkana Krakatoa. Nije razjašnjeno je li njihova pojava u svezi s erupcijom vulkana, ili su ih promatrači otkrili jer je više ljudi promatralo spektakularne zalaze Sunca zbog vulkanskih ostataka u atmosferi. Noćni svijetleći oblaci mogu se formirati samo pod vrlo ograničenim uvjetima tijekom lokalnog ljeta; njihova pojava može se koristiti kao osjetljiv vodič za promjene u gornjoj atmosferi.  

## Vanjske poveznice
- Početna stranica promatrača noćnih svijetlećih oblaka
- BBC News - Audio prezentacija: Noćni svijetleći oblaci
- BBC-jev članak - Svemirska letjelica traži najviše oblake
- AIM satelitska misija  Arhivirana inačica izvorne stranice od 17. travnja 2011. (Wayback Machine)
- Južni noćni svijetleći oblaci primijećeni u Punta Arenasu, Čile  Arhivirana inačica izvorne stranice od 5. kolovoza 2020. (Wayback Machine)